# Christophe Maréchal

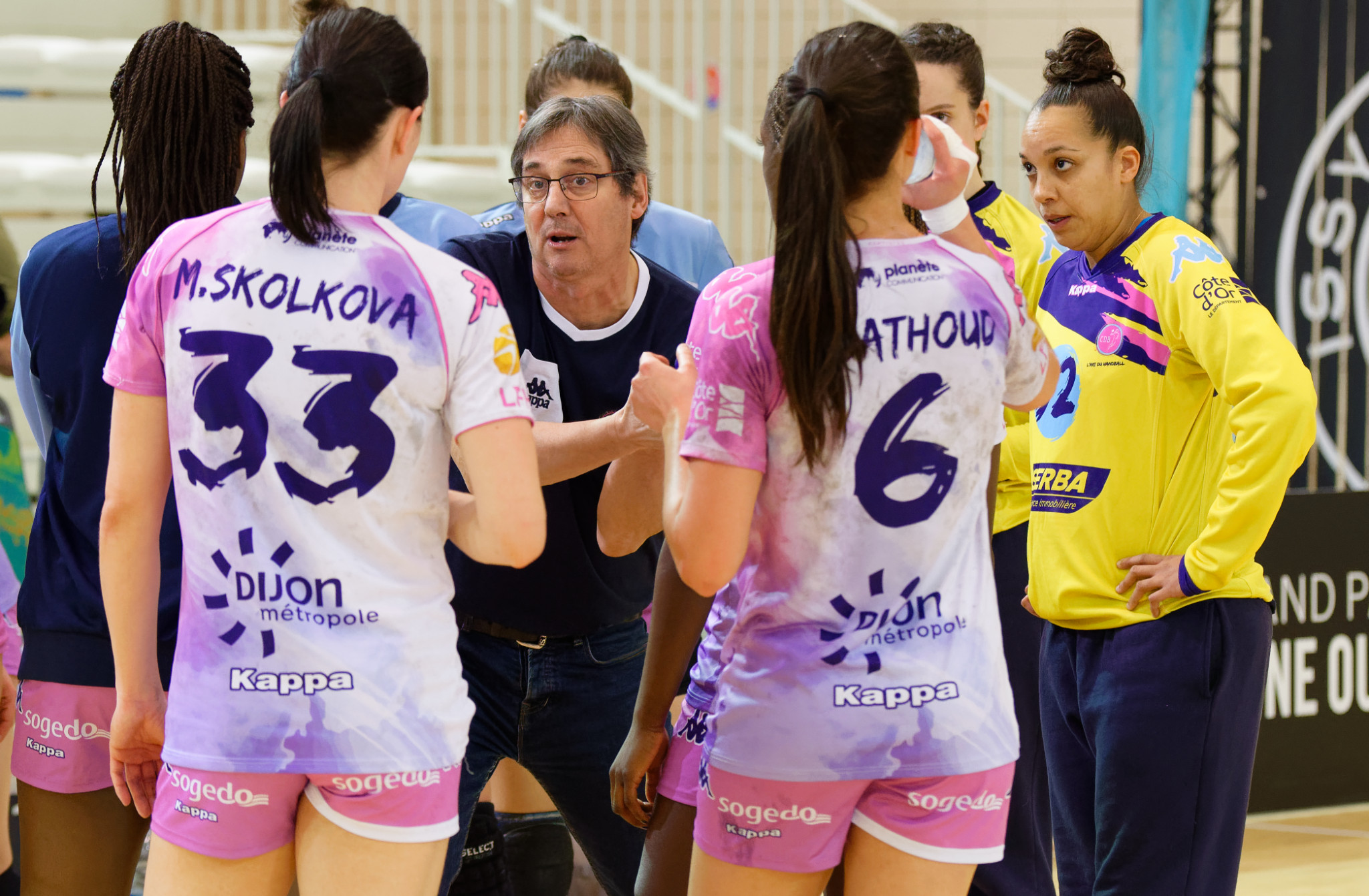
Rencontre entre Issy Paris Hand et Dijon.
À Issy-les-Moulineaux, le 25 février 2018.

Christophe Maréchal, né le 14 mars 1963, est un entraîneur français de handball.

## Biographie
Christophe Maréchal entraîne le club de Besançon qui domine le handball français au tournant des années 1990 et 2000, aux côtés de Metz. Il y remporte notamment trois titres de champion de France en 1998, 2001 et 2003, et réalise un quadruplé championnat-coupe de France-coupe de la Ligue-coupe d'Europe en 2003,. À ses débuts en 1992, il cumule son travail d'entraîneur de Besançon avec son métier d'instituteur et ne passe professionnel qu'en 2001.
Après avoir également entraîné l'équipe masculine de Besançon, il rejoint Fleury en 2009. En 2012, non conservé à Fleury, il rejoint Dijon. En 2019, il devient directeur sportif du club bourguignon et laisse sa place d'entraîneur à Christophe Mazel.

## Palmarès
compétitions internationales
- vainqueur de la coupe d'Europe des vainqueurs de coupe en 2003

compétitions nationales
- champion de France en 1998, 2001 et 2003
- vainqueur de la coupe de France en 2001, 2002, 2003 et 2005
- vainqueur de la coupe de la Ligue en 2003 et 2004
- champion de France de D2 en 2014

distinctions individuelles
- élu meilleur entraîneur du championnat de France en 2001[9]